# (1505) Koranna
(1505) Koranna ist ein Asteroid des Hauptgürtels, der am 21. April 1939 vom südafrikanischen Astronomen Cyril V. Jackson in Johannesburg entdeckt wurde.
Der Name des Asteroiden ist vom Stamm Koranna der in Südafrika lebenden Khoikhoi abgeleitet.